# Прва личка пролетерска ударна бригада
Прва личка пролетерска народно-ослободилачка ударна бригада „Марко Орешковић“ је формирана 8. јула 1942. године у селу Тоболићу код Слуња, на Кордуну, као Прва ударна бригада Прве оперативне зоне Хрватске, од личких батаљона „Марко Орешковић” и „Вуксан Пекиша”, Другог батаљона Првог кордунашког НОП одреда и Ударног батаљона Банијског НОП одреда. Тада је имала нешто преко 1.100 бораца.
Први командант бригаде био је Стеван Опсеница, народни херој, а политички комесар Урош Крунић, народни херој.
Прва личка бригада, ударна и пролетерска, иако је име територијално одређује, није само личка. Лика је у ту бригаду, кад је оснивана, у јуну 1942. године, дала своја два батаљона. У првој фази борбених дејстава 1. бригаде, која је најпре била 1. бригада 1. оперативне зоне, а затим 1. хрватска бригада, до формирања дивизија у Хрватској, од јуна до новембра 1942. године, у њеном саставу су били и по један батљон из Баније и са Кордуна.
У завршним операцијама, после борбе за Ваљево, септембра 1944. године, састав бригаде је готово измењен: најпре добровољци (до децембра 1944), а затим новомобилисани борци из Србије, чине око 90 процената састава старих личких батаљона - "Марко Орешковић", "Пекиша Вуксан", "Божидар Аџија" и "Матија Губец", а бригада је имала и Пети батаљон, македонски, „Јане Сандански“. Пре тога је у два наврата имала по пет батаљона - од децембра 1942. до средине маја 1943. Пети митраљески и у пролеће 1944. Пети руски.
Прва личка народноослободилачка ударна бригада, је у другој фази рата преузела име од свог 1. батаљона име славног личког револуционара и јунака Марка Орешковића Крнтије. Деловала је од Карловца до Сиска на северу, од Сења и Карлобага на западу, до Книна на југу. Осигуравала је и Прво и Друго заседанје АВНОЈ-а.
Од 22. новембра 1942. године па до краја рата Прва личка бригада била је у саставу Шесте личке дивизије.
У саставу Шесте личке пролетерске дивизије „Никола Тесла” извела је поход од Дрвара до Златибора. Ослобађала је западну Србију, Ваљево и Београд, прва прешла земунски мост 20. октобра 1944. године и кренула на Сремски фронт. Од почетка офанзиве 5. априла 1945. до ослобођења Загреба, није имала ни дана одмора.
Током рата у Првој личкој бригади борило се око 12.000 бораца, од којих је преко 2.500 погинуло, а 28 бораца бригаде одликовано је Орденом народног хероја Југославије.
19. марта 1944. године Прва личка бригада је проглашена пролетерском.
Поводом тридесетпетогодишњице формирања Шесте личке пролетерске дивизије „Никола Тесла“, 21. јула 1977. године одликована је Орденом народног хероја.

## Алтернативни називи
- Ударна бригада Прве оперативне зоне Хрватске
- Прва народноослободилачка ударна бригада Хрватске
- Прва ударна бригада Шесте личке дивизије
- Прва личка пролетерска ударна бригада „Марко Орешковић“

## Ратни пут
Бригада је одмах после формирања ангажована за акције на железничкој прузи Карловац—Госпић. Између Блата и Рудопоља, 9—11. јула, порушила је пругу у дужини од 16 километара, а 12. јула је, између Плашког и Војновца, напала воз с усташама и домобранима и нанела им велике губитке. После тога, у току лета 1942. године, успешно је нападала италијанске, усташко-домобранске и четничке снаге у Личкој Јесеници, Прокикама, Крижпољу и Дабру. Између Личке Јесенице и Јаворника, 25. августа, уништила је воз од 2 локомотиве и 36 вагона и запленила велику количину ратног материјала.
После борби које је водила заједно с 2. личком бригадом и 4. личким НОП одредом, на подручју косињске и пазаришке општине, по наређењу Главног штаба Хрватске, у октобру се пребацила на Кордун и Банију, где је у саставу привремене Оперативне групе бригада (1, 5, 7. и 8) учествовала у нападу на Глину, борбама за ослобођење Лађевца и Слуња, и у нападу на Двор на Уни. 
После повратка у Лику, крајем 1942. и почетком 1943. године, напада италијанске, усташко-домобранске и четничке посаде дуж пруге Госпић—Грачац. У Четвртој непријатељској офанзиви водила је оштре борбе с италијанском дивизијом „Сасари”, четницима и усташама на правцима Грачац—Доњи Лапац и Срб—Доњи Лапац. После слома ове непријатељске офанзиве у Лици, нападала је четнике на југу Лике и у Книнској крајини, и до 7. априла 1943. ослободила предео од Грачаца до Книна, а затим је деловала на ширем подручју Госпића.
У току лета 1943, дејствовала је око Оточца, Госпића и Перушића, а у септембру и октобру успешно је нападала немачке колоне у покрету на цести Бихаћ-Доњи Лапац-Грачац. У саставу 6. дивизије, из Лике је 11. новембра кренула за Босну, где се најпре борила око Травника, а касније код Мајдана, Сипова, Млиништа и Јасенових Потока, углавном, против немачких моторизованих јединица. 
У фебруару 1944. упућена је у Дрвар, где је извесно време обезбедивала Врховни штаб НОВЈ, а затим је, у марту и априлу, нападала четнике на граници између Лике и Далмације, код Прљева, Прибудића, Падена и Плавна. Касније, успешно омета непријатељев саобраћај на цести Бихаћ—Книн и спречава његов продор од Срба ка Дрвару. 
У току Дрварске операције, крајем маја и почетком јуна, дејствовала је око Дрвара, а касније око Ливна и Гламоча, одакле је 20. јула, у саставу 6. пролетерске дивизије „Никола Тесла”, кренула за Србију. На том путу водила је борбе на Влашићу, код Врандука, Вареша, Сокоца, Праче, Калиновика, на Пивској планини и на Дурмитору. У Србији нарочито жестоке окршаје имала је с четницима код Ужичке Пожеге, и с Немцима и четницима приликом ослобођења Ваљева 14—18. септембра 1944. године. Своје знатно проређене редове тада је попунила новим борцима из Србије.
Веома тешке борбе водила је у Београдској операцији, а затим и у гоњењу непријатеља кроз Срем. Крајем 1944. године враћена је у Београд, на једномесечни одмор и попуну. После повратка у Срем, водила је борбе на Сремском фронту, нарочито приликом његова пробоја и ослобођења Батроваца, Липовца, Дреноваца и других села, а затим кроз Славонију,приликом ослобођења Ђакова и Славонског Брода, као и форсирања Илове и Чазме. Последње борбе водила је за Загреб, и у његовој околини. После рата преименована је у 8. пролетерску бригаду ЈНА.

## Народни хероји Прве личке пролетерске бригаде
- Милан Антончић Велебит
- Богдан Болта
- Урош Крунић
- Стеван Опсеница
- Лазо Радаковић